# Беспилотный надводный аппарат

Символ надводного беспилотника

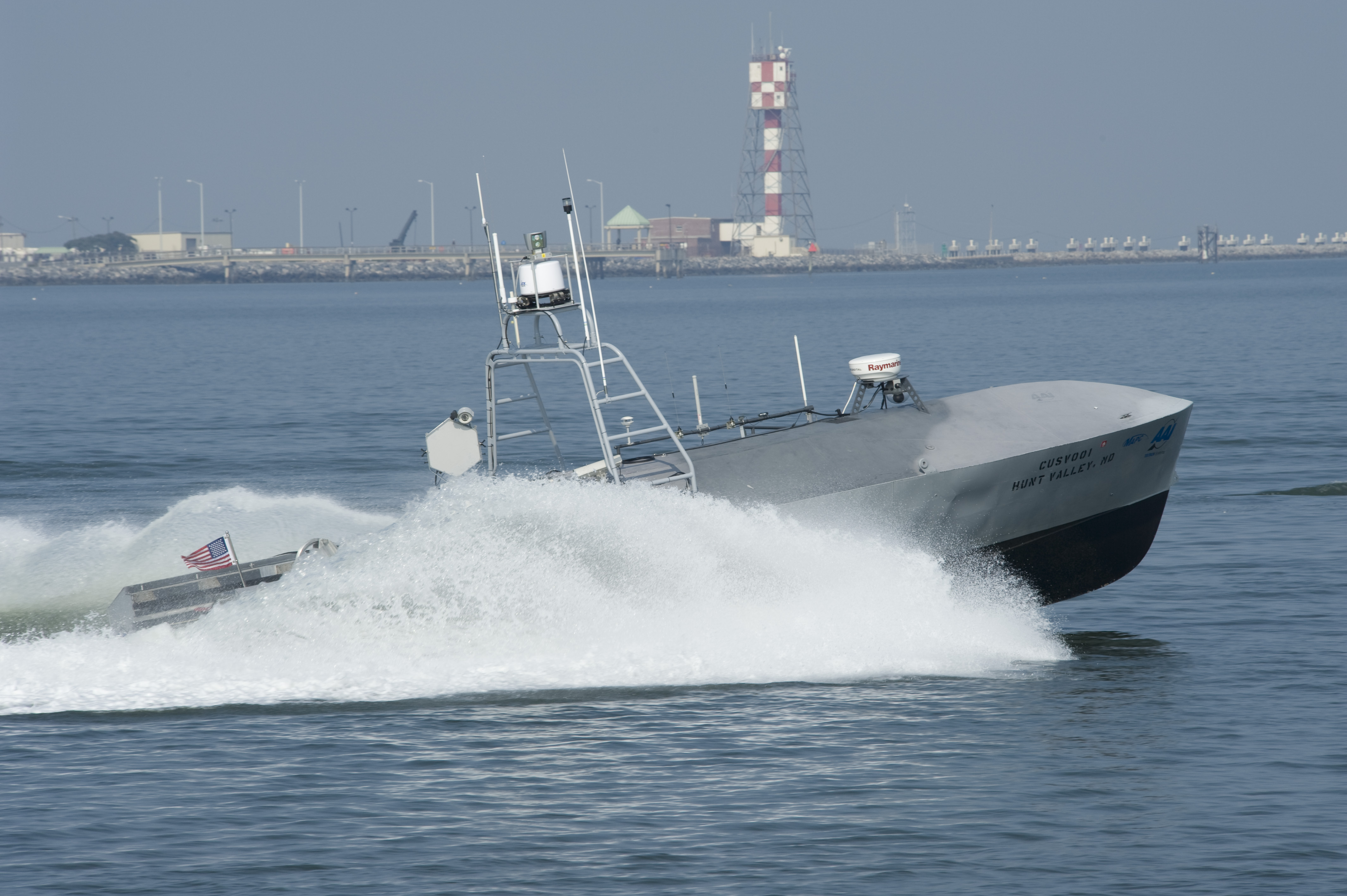
USV американских ВМС

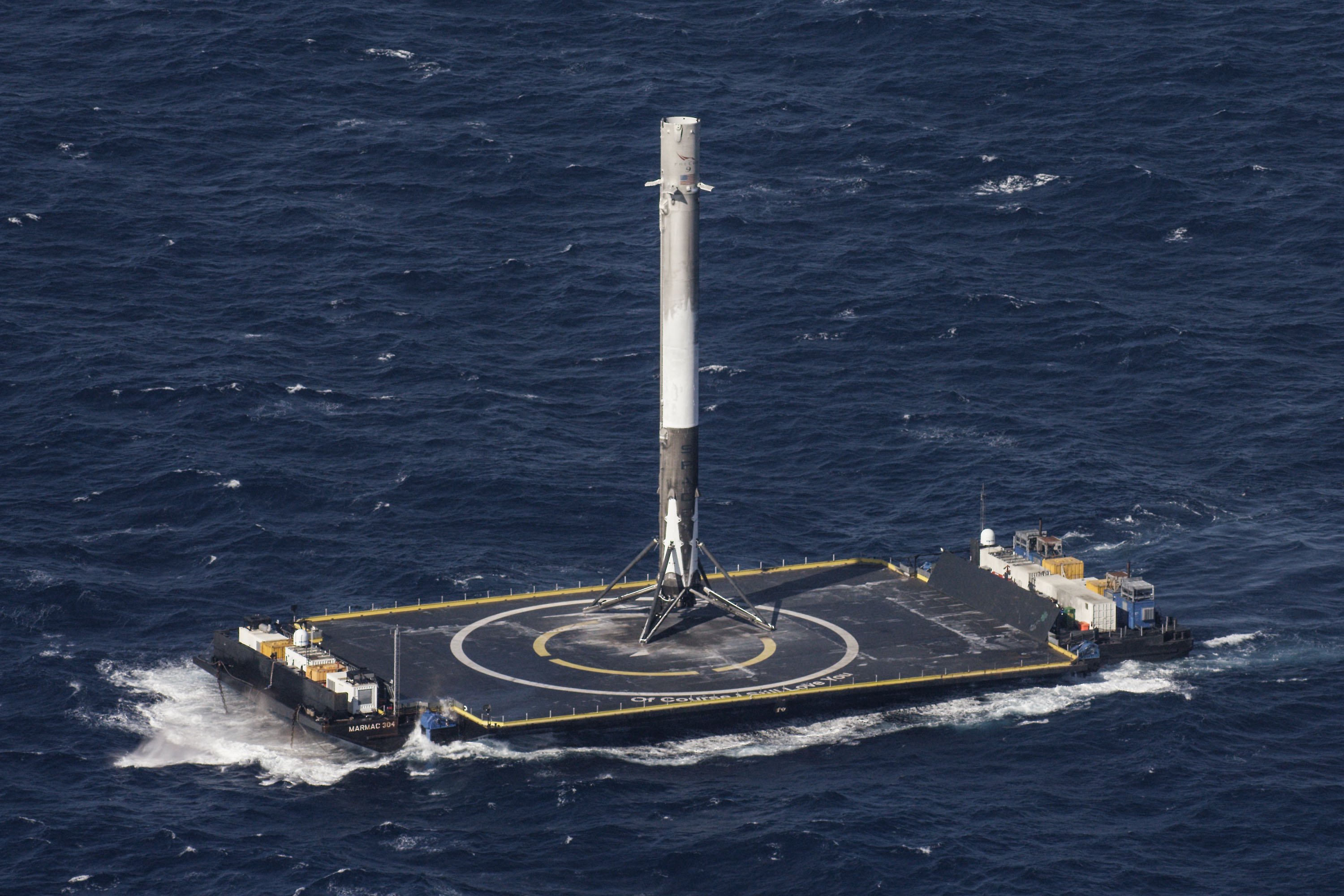
Автономный беспилотный космопорт компании SpaceX, апрель 2016

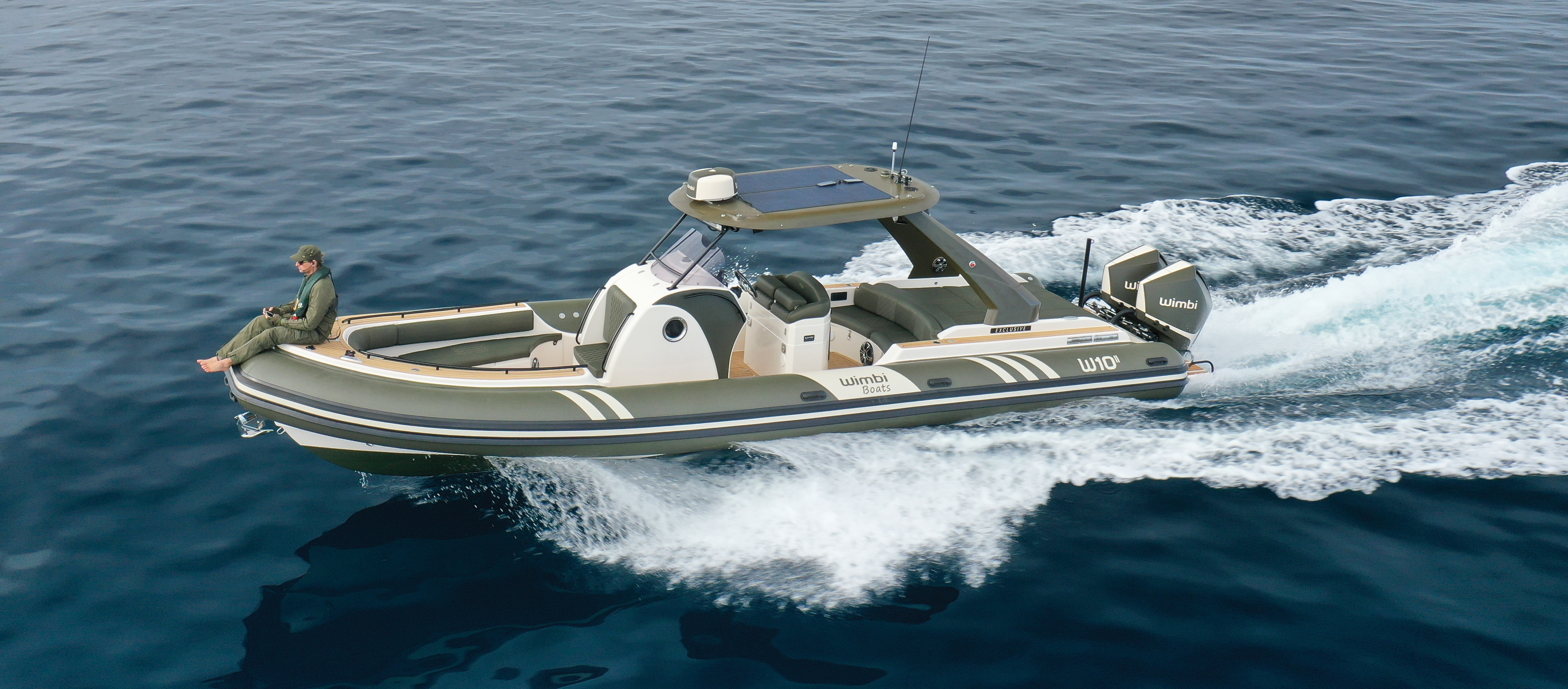
Американский беспилотный надувной катер

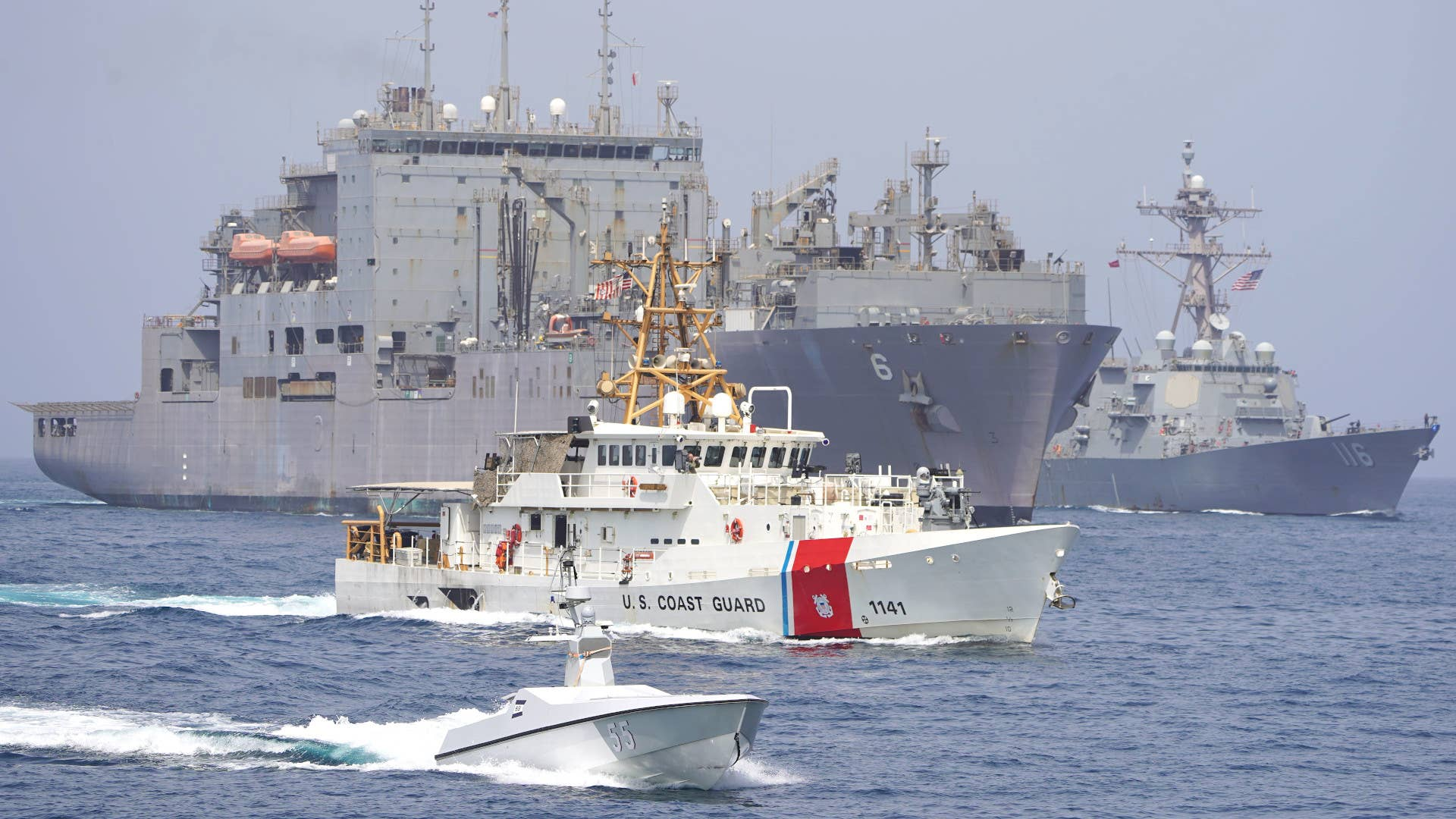
Беспилотный надводный аппарат на переднем плане

Беспило́тный надво́дный аппара́т (надводный беспилотник, морской надводный дрон, беспилотное судно) (англ. Unmanned Surface Vessel, USV) — аппарат, способный двигаться по поверхности воды без наличия экипажа на своём борту.
В англоязычной терминологии существуют также альтернативные понятия англ. Autonomous Surface Crafts (ASCs), англ. Autonomous Surface Vehicles (Vessels) (ASV) и другие. Примером USV является плавающая в океане платформа Autonomous spaceport drone ship, используемая компанией SpaceX для посадки первой ступени ракет семейства Falcon.
В военной сфере USV способны выполнять различные функции, основными из которых являются противолодочная война, противоминная борьба, патрулирование и защита акваторий.

## История

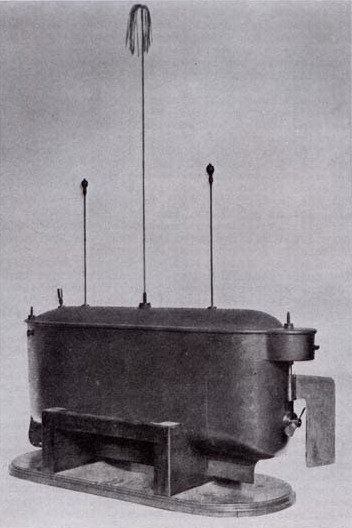
Радиоуправляемая модель Николы Теслы, 1898 г. (US patent 613,809)

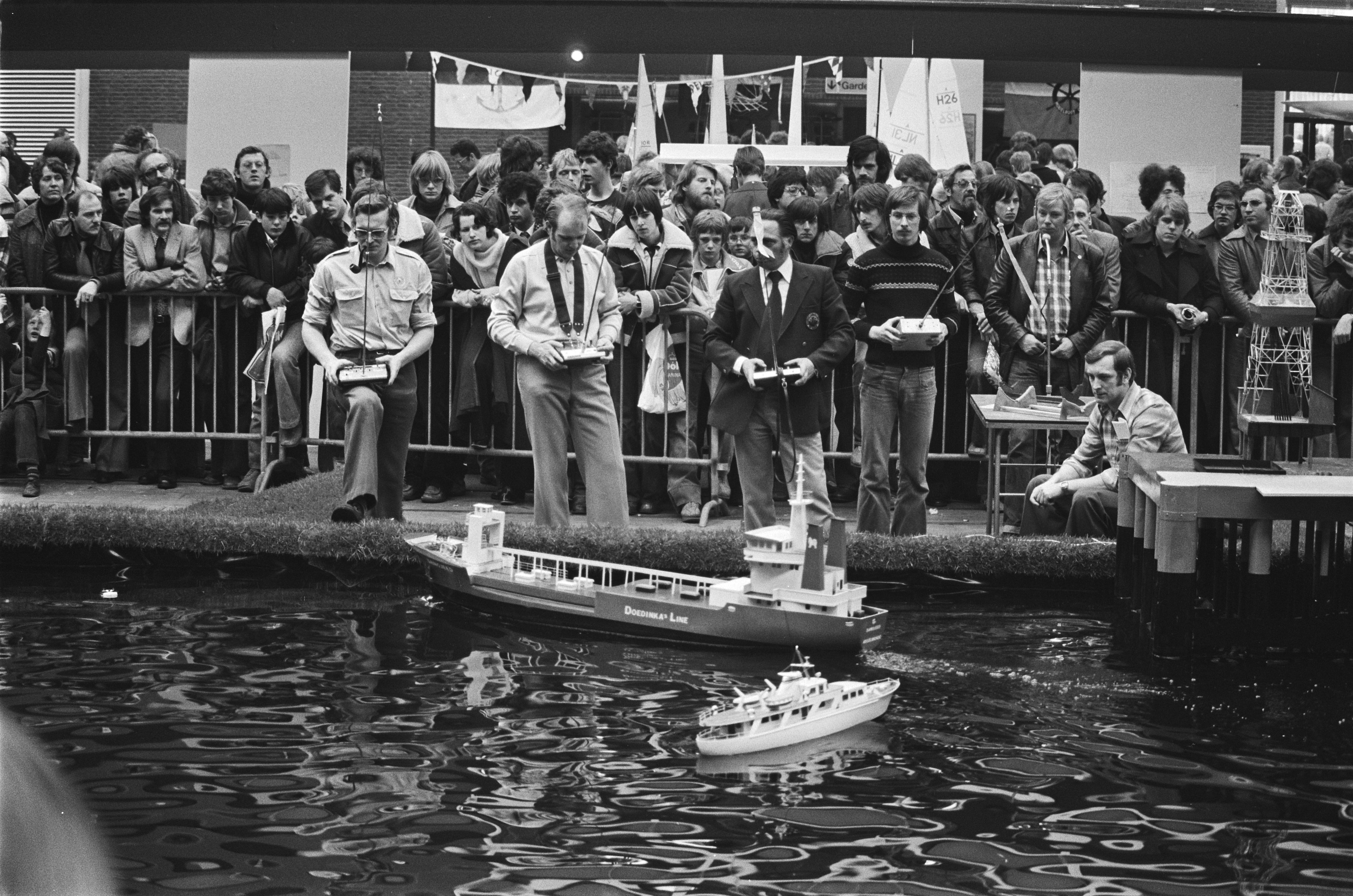
Радиоуправляемые модели кораблей, 1978 год

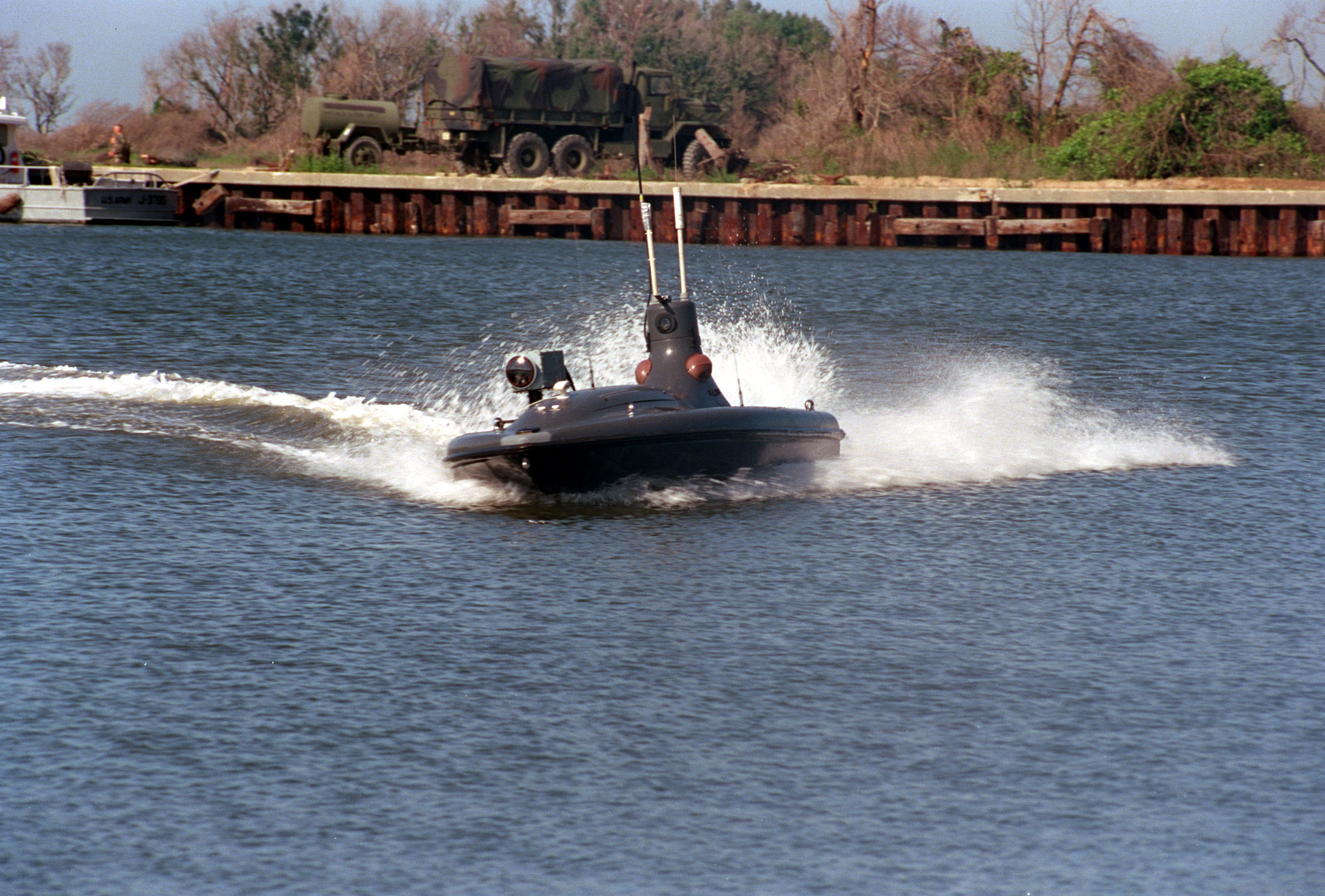
Американский морской беспилотник с камерой, 1998 год

В 1898 году Никола Тесла разработал и продемонстрировал дрон Теслы — первое в истории миниатюрное радиоуправляемое судно, хотя первые заявки на патенты на аналогичные технические решения были поданы в Великобритании.